# Östergötlands runinskrifter 174
Östergötlands runinskrifter 174, Ög 174, är ett runstensfragment i Skärkinds socken i Norrköpings kommun. Fragmentet är cirka 0,35 × 0,5 meter till ytan och cirka 0,3 meter tjockt. Den ena sidans yta täcks av runor i två rader. Runorna är huvudsakligen av kortkvisttyp, men ett par är av normalrunetyp. Ristningen bedöms vara vikingatida.
Ög 174 finns idag i Skärkinds kyrka, där det i september 2009 förvaras i ett sidorum tillsammans med Ög ATA4654 och Ög 175.

## Translitterering
I translittererad form lyder inskriften på fragmentet:
... ...-blas ÷ h... ...(u)sut-... 

## Översättning
Östergötlands runinskrifter föreslår "- högläggas -. (Han föll i) -sund" som översättning.